# أليخاندرو سانتانا
أليخاندرو سانتانا هو لاعب كرة قدم برازيلي، ولد في 13 فبراير 2002 في ريبيراو بريتو في البرازيل.